# Wulian Feng
Wulian Feng är en bergskedja i Kina. Den ligger i provinsen Yunnan, i den sydvästra delen av landet, omkring 340 kilometer norr om provinshuvudstaden Kunming.
Genomsnittlig årsnederbörd är 1 115 millimeter. Den regnigaste månaden är juli, med i genomsnitt 281 mm nederbörd, och den torraste är december, med 7 mm nederbörd.